# III. Boleszláv lengyel fejedelem

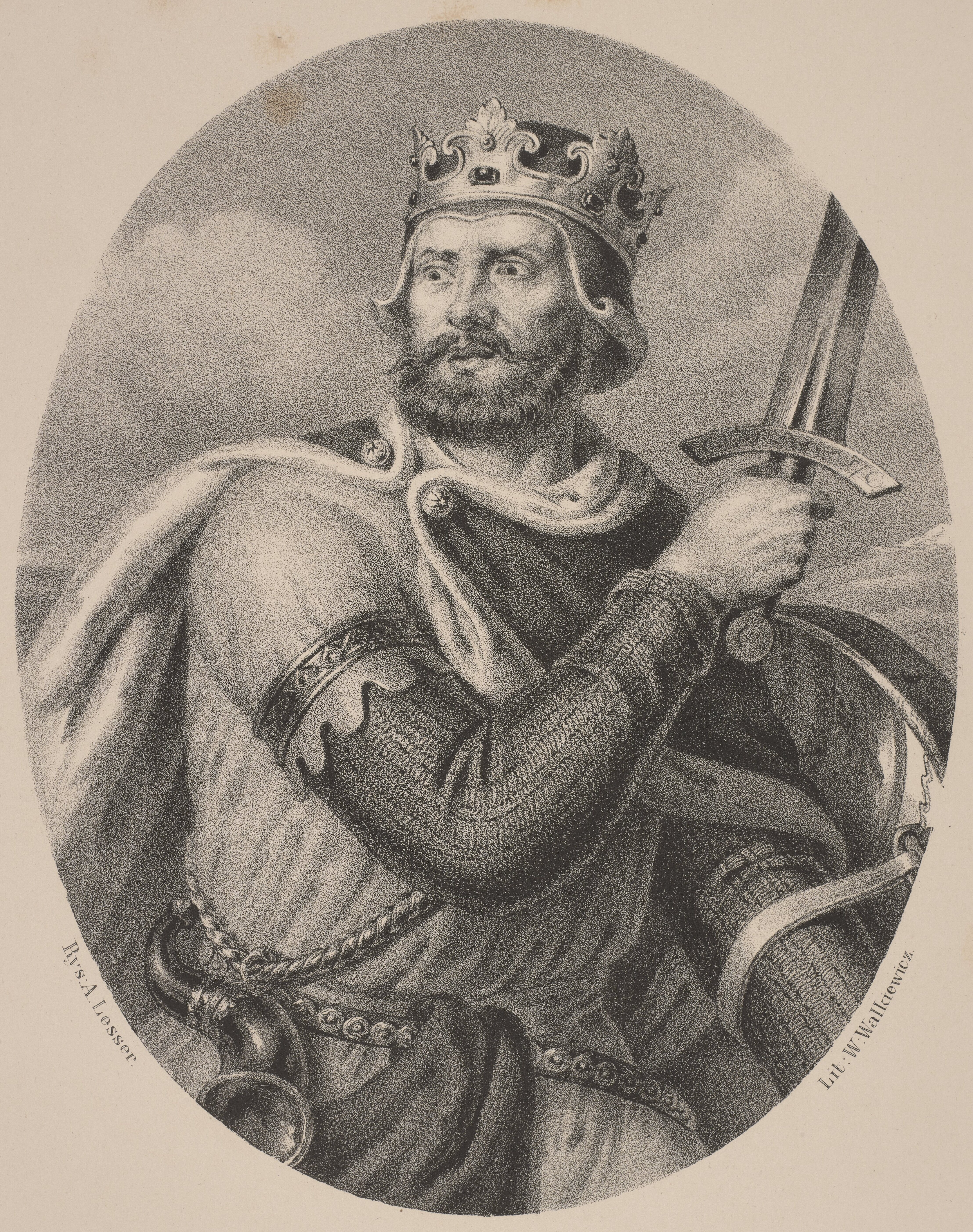
Ferdeszájú Boleszláv

III. Boleszláv, ismert ragadványnevén Ferdeszájú Boleszláv (másként Görbeszájú Boleszláv, lengyelül: Bolesław III Krzywousty; 1086. augusztus 20. – 1138. október 28.), a Piast-házból származó lengyel herceg, aki Kis-Lengyelország, Szilézia és Sandomierz hercege 1102 és 1107 között, valamint egész Lengyelország fejedelme 1107-től 1138-as haláláig. Boleszláv volt I. Ulászló Herman lengyel fejedelem és Judita Přemyslovna fejedelemné egyetlen gyermeke.

## Származása, ifjúkora
Ferdeszájú Boleszláv 1086. augusztus 20-án született a kis-lengyelországi Krakkóban, a Piast-dinasztia tagjaként. Apja Ulászló Herman lengyel fejedelem, aki Megújító Kázmér és Rurik Marija Dobronyega Vlagyimirovna fia volt. Apai nagyapai dédszülei Mieszko Lambert lengyel fejedelem és Lotaringiai Richeza (Ezzo lotaringiai palotagróf leánya), míg apai nagyapai dédszülője Nagy Vlagyimir kijevi nagyfejedelem volt. Anyja a Přemysl-házból származó Judita Přemyslovna, aki II. Vratiszláv cseh király és Magyarországi Adelhaid leánya volt. Anyai nagyapai dédszülei Megújító Břetislav cseh fejedelem és Schweinfurti Judit (Schweinfurti Henrik leánya), míg anyai nagyanyai dédszülei I. András magyar király és Rurik Anasztaszija Jaroszlavna (Bölcs Jaroszláv kijevi nagyfejedelem leánya) voltak. Boleszláv így a lengyel Piast felmenőkön túl még a cseh fejedelmi, a magyar királyi és a kijevi nagyfejedelmi vérvonallal is rendelkezett.
Boleszláv volt szülei egyetlen gyermeke. Apja első házasságából (egyes feltételezések szerint nem voltak házasok) egy (törvénytelen) féltestvére, a korábban Nagy-Lengyelországban uralkodó Zbigniew herceg származott. Apja harmadik kapcsolatából a száli frank dinasztiából való Sváb Judit Máriától (korábban Salamon magyar király felesége) három leánytestvére származott, két ismeretlen nevű, valamint Ágnes, aki apátnő lett.
Ifjúkora jelentős részét 1097 és 1107 között Kis-Lengyelországban, Sziléziában a Sandomierz földeken töltötte, melyeknek 1102-től uralkodó hercege is lett. Mindeközben féltestvére, Zbigniew Nagy-Lengyelországban uralkodott.
|  |                               |  |  |  |  |  |  |  |  |  |  |  |  |  |  |  |
|  | 4. Megújító Kázmér            |  |  |  |  |  |  |  |  |  |  |  |  |  |  |  |
|  |                               |  |  |  |  |  |  |  |  |  |  |  |  |  |  |  |
|  |                               |  |  |  |  |  |  |  |  |  |  |  |  |  |  |  |
|  | 2. Ulászló Herman             |  |  |  |  |  |  |  |  |  |  |  |  |  |  |  |
|  |                               |  |  |  |  |  |  |  |  |  |  |  |  |  |  |  |
|  |                               |  |  |  |  |  |  |  |  |  |  |  |  |  |  |  |
|  | 5. Dobronyega Vlagyimirovna   |  |  |  |  |  |  |  |  |  |  |  |  |  |  |  |
|  |                               |  |  |  |  |  |  |  |  |  |  |  |  |  |  |  |
|  |                               |  |  |  |  |  |  |  |  |  |  |  |  |  |  |  |
|  | 1. Ferdeszájú Boleszláv       |  |  |  |  |  |  |  |  |  |  |  |  |  |  |  |
|  |                               |  |  |  |  |  |  |  |  |  |  |  |  |  |  |  |
|  |                               |  |  |  |  |  |  |  |  |  |  |  |  |  |  |  |
|  | 6. II. Vratiszláv cseh király |  |  |  |  |  |  |  |  |  |  |  |  |  |  |  |
|  |                               |  |  |  |  |  |  |  |  |  |  |  |  |  |  |  |
|  |                               |  |  |  |  |  |  |  |  |  |  |  |  |  |  |  |
|  | 3. Judita Přemyslovna         |  |  |  |  |  |  |  |  |  |  |  |  |  |  |  |
|  |                               |  |  |  |  |  |  |  |  |  |  |  |  |  |  |  |
|  |                               |  |  |  |  |  |  |  |  |  |  |  |  |  |  |  |
|  | 7. Magyarországi Adelhaid     |  |  |  |  |  |  |  |  |  |  |  |  |  |  |  |
|  |                               |  |  |  |  |  |  |  |  |  |  |  |  |  |  |  |
|  |                               |  |  |  |  |  |  |  |  |  |  |  |  |  |  |  |

## Élete

### Önálló uralkodó
Boleszláv a következő néhány évet a bátyja elleni harccal töltötte és 1107-ben sikerült is elűznie, így önálló uralkodó lett. Zbigniew védelmére kelt a német császár, V. Henrik és 1109-ben hadjáratot indított Lengyelország ellen. A hadiesemények Sziléziában zajlottak (Głogów, Bytom Odrzański és Wrocław védelme). Boleszlávnak a németeket a Psie Pole-i ütközetben kellett megvernie, azonban ez valószínűleg csak legenda. Ez a történet feltehetően egy félrefordításból ered. Végül a császár visszavonult.
Ez időben Magyarországot Könyves Kálmán magyar király és testvére, Álmos herceg többszöri viszálya dúlta. Boleszláv a testvérharcok idején Álmost támogatta, ha kellett fegyveresen is, később azonban egyezségre jutott Kálmánnal. Kálmán később támogatta Boleszlávot Zbigniewvel szemben, illetve katonai támogatást ígért a cseh állam ellen.
Boleszláv 1112-ben visszahívta bátyját, de hamarosan árulással vádolván meg megvakíttatta (Zbigniew nemsokára meg is halt).

### Kiátkozás
Ezért a bűnéért az egyház kiközösítette Boleszlávot, ami minden alattvalóját felmentette az engedelmesség alól. Hogy az átkot visszavonják, Boleszláv böjtölni kezdett és alamizsnát osztott. Ez azonban nem volt elég, és a reményvesztett király zarándokútra ment Magyarországra, Somogyvárra, a Szent Egyed-kolostorba. Hamar vissza kellett azonban térnie, mivel távollétében forrongott az ország. Végül mezítláb ment Gnieznóba Szent Wojciech sírjához, ahol 4 napig imádkozott darócba öltözve és hamut szórva fejére, nem beszélt senkihez, miközben alamizsnát osztott a szegények és nélkülözők között. Ezután a vezeklés után végül feloldották az egyházi átkot.
A zarándoklat során találkozhatott Gallus Anonymus somogyvári bencés krónikással, aki megírta a kizárólagos hatalmi igényét magyarázó és alátámasztó Lengyel krónikát. A mű az első lengyel krónika, de számos magyar vonatkozású adatot is tartalmaz.

### Pomeránia
1113-tól 1135-ig megpróbálta uralma alá vonni Lengyelország korábbi tartományát, Pomerániát. 1119 megszerezte a Gdański Pomerániát (meglehet, hogy ez 1116-ban történt), és 1121–1122 között Nyugati-Pomerániát is meghódította az ottani fejedelmet, I. Wracisławot hűbéresévé fogadva. Hogy Pomerániát erősebben Lengyelországhoz kösse, Bolesláv keresztény missziót szervezett. Az első, melyet Spanyol Bernát vezetett, minden eredmény nélkül végződött. Két továbbit vezetett Bambergi Ottó 1124–1128-ban. Eljutott Pyrzycébe, Stargardba, Wolinba, Szczecinbe és Kołobrzegbe. Végül megkeresztelte a pomerániaiakat, akik a kereszténységet hivatalos vallásnak ismerték el.

### Uralkodása
1117-ben leverte Skarbimir vajda lázadását, megvakíttatta, és elvette birtokait. 1129-ben Dániával kötött szövetséget. Élete végén Boleszlávnak harcolnia kellett a lengyel egyház függetlenségéért. III. Lothár német-római császárral 1135-ben találkozott Merseburgban, ahol császár megerősítette a lengyel egyházi szervezet függetlenségét a Magdeburgi főegyházmegyétől. Boleszláv hűbéresküt is tett Lothárnak.

### Testamentum
1138-ból való végrendeletében Ferdeszájú Boleszláv bevezette Lengyelországban a szeniorátus intézményét, hogy ilyen módon őrizze meg az ország egységét attól, hogy fiai harcoljanak egymással a hatalomért. Az országot részekre osztotta: Elűzött Ulászlónak Sziléziát adta Wrocław fővárossal, Göndörhajú Boleszlávnak Mazóviát Płock fővárossal, Öreg Mieszkónak Nagy-Lengyelországot Poznań fővárossal, Sandomierzi Henriknek a sandomierzi földeket, Sandomierz fővárossal. A legidősebb Piast lett a senior (princeps) az ő senior országrésze Kis-Lengyelország és Pomeránia lett. Lehet, hogy egy részt Boleszláv özvegye is örökölt. Halála után ennek része visszaszállt a senior országrészhez.

### Feudális széttagoltság
Boleszláv testamentuma jelentette a területi széttagoltság kezdetét Lengyelországban. Ez gyakori jelenség volt a középkori Európában – megjelent többek között a Kijevi Ruszban, Magyarországon és Németországban. Boleszláv halála után a hatalmat, mint legfelső herceg, Elűzött Ulászló vette át.

## Házasságai és gyermekei

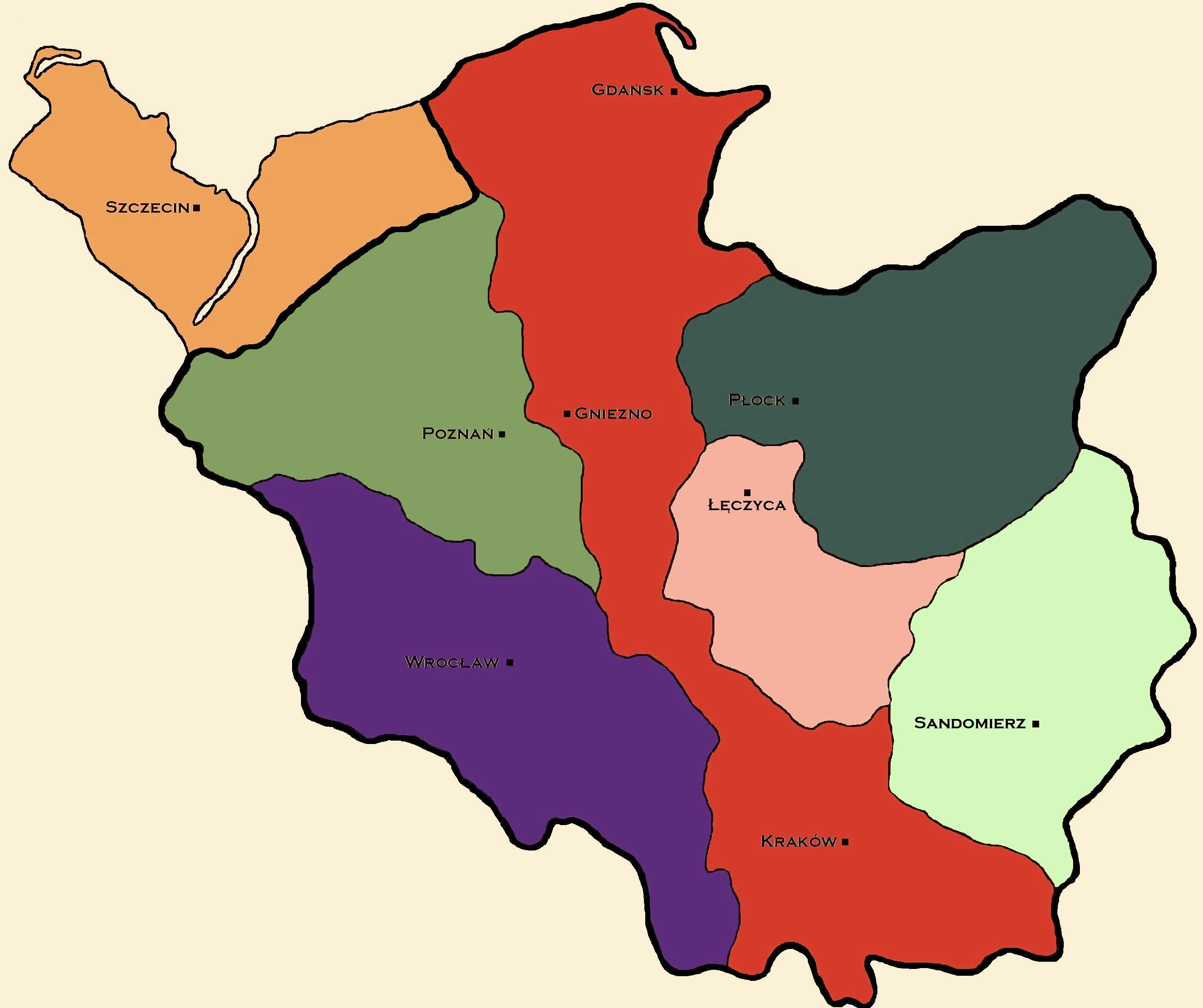
A széttagolt Lengyelország Boleszláv halálát követően:
Krakkói Hercegség II. Ulászlónak
Szilézia II. Ulászlónak
Mazóvia IV. Boleszlávnak
Nagy-Lengyelország III. Mieszkónak
Sandomierz Henriknek
Łęczyca Saloménak
Vazallus Pomeránia

Ferdeszájú Boleszláv kétszer házasodott. Első felesége a Rurik-dinasztiából származó Szbiszlava Szvjatopolkovna volt. Szbiszlava Szvjatopolk Izjaszlavics polocki, novgorodi és turovszki fejedelmének és kijev nagyfejedelmének a leánya volt. Házasságukra feltehetően 1103-ban került sor, azzal a céllal, hogy a kijevi nagyfejedelem katonai segítséget nyújt Boleszlávnak a fivére, Zbigniew elleni küzdelemben. Kapcsolatukból összesen két gyermek született, bár egyes krónikások egy meg nem nevezett fiúról is írnak, Gallus Anonymus 1107 és 1108 körülire teszi születését, ám létezése továbbra sem bizonyított, amennyiben pedig tényleg létezett, úgy nem sokkal születését követően el is hunyhatott. Két gyermekük:
1. Száműzött Ulászló (1105 – 1159. május 30.), Krakkó, Sandomierz, keleti Nagy-Lengyelország, Kujávia, Szilézia és Pomeránia nagyhercege 1138 és 1146 között.
2. Ismeretlen leány (talán Judit;[8] 1112 körül – 1124 után), Vszevolod Davidovics muromi fejedelem hitvese lehetett.[9][10]

Második felesége egy német nemesasszony, Bergi Salome lett. Salome Henrik von Berg-Schelkingen, Berg grófjának leánya volt. Házasságukra 1105 január vagy februárjában került sor. E házasságra azért volt szükség, mert Salome családjának befolyása volt az új német-római császár, III. Lothár udvarában. A kapcsolatukból számos utód, összesen tizenkettő származása ismeretes. Gyermekeik:
1. Leszek (1115 körül – 1131. augusztus 26. után), lengyel herceg, Boleszláv és Salome legidősebb fia. Valószínűleg gyermekkorában halhatott meg.
2. Ryksa (1116. április 12. – 1156. december 25. után), lengyel hercegnő, Boleszláv és Salome legidősebb leánygyermeke. 1127-ben megházasodott a dán herceggel, Magnus Nilssonnal, a későbbi Västergötland királyával. Házasságára azért volt szükség, mert Boleszláv szövetséget akart kötni a dánokkal a németek ellen. Ryksa, férje 1134-es halálát követvén még kétszer házasodott, másodjára a minszki fejedelemmel, Vlagyimir Glebovics herceggel, majd Idősebb Sverker svéd királlyal.
3. Ismeretlen leány (1120 körül – 1131 után), lengyel hercegnő, eljegyezték vagy összeházasodott Konrád, Plötzkau grófjával és Nordmark őrgrófjával.
4. Idősebb Kázmér (1122. augusztus 9. – 1131. október 19.), lengyel herceg, fiatalon, kilencéves korában elhunyt.
5. Gertruda (1125 körül – 1160. május 7.), lengyel hercegnő, aki apáca lett Zwiefaltenben.
6. Göndörhajú Boleszláv (1125 körül – 1173. január 5.), 1138 és 1146 között Mazóvia és Kujávia, 1146-tól Krakkó, Gniezno és Kalisz, valamint 1166-tól Sandomierz hercege öccsét követvén haláláig.
7. Öreg Mieszko (1126 körül – 1202. március 13.), Nagy-Lengyelország hercege 1138-tól, továbbá gdański Pomeránia fejedelme 1173-tól haláláig. Első felesége az Árpád-házból származó Magyarországi Erzsébet hercegnő, II. Béla magyar király és Vukanović Ilona királyné leánya volt. Mieszko második házasságából származó gyermekei között van egy későbbi lengyel nagyfejedelem, Hosszúlábú Ulászló is.
8. Dobroniega Ludgarda (1130 körül – 1160 körül), megházasodott II. Dietrich lausitz-i őrgróffal.
9. Judit (1130 körül – 1175. július 8.), kétszer házasodott, először Árpád-házi László herceggel, ám még annak királlyá koronázása előtt különváltak. Második férje I. Ottó brandenburgi őrgróf lett.
10. Henrik (1131 – 1166. október 18.), Sandomierz hercege 1146-tól 1166-os haláláig.
11. Ágnes (1137 – 1182 után), 1150 körül házasságot kötött Msztyiszláv Izjaszlavics kijevi nagyfejedelemmel.
12. Igazságos Kázmér (1138 – 1194. május 5.), posztumusz gyermekként nem szerepelt apja testamentumában, ám fivérét, Öreg Mieszkót követvén lengyel fejedelem lett.

## Lásd még
- Lengyelország uralkodóinak listája
- Lengyel fejedelmek és királyok családfája
- http://mek.oszk.hu/00000/00060/html/014/pc001456.html#10

| Előző uralkodó: Zbigniew | Lengyel uralkodó 1107 – 1138 | Következő uralkodó: II. Elűzött Ulászló |